# Krumowica
Krumowica (bułg. Крумовица) – rzeka w południowej Bułgarii, prawy dopływ Ardy w zlewisku Morza Egejskiego. Długość - 58 km, powierzchnia zlewni - 671 km². 
Źródła Krumowicy znajdują się nieopodal przełęczy Makaza w granicznym paśmie górskim Myglenik w Rodopach Wschodnich. Rzeka płynie na północny wschód i uchodzi do Ardy koło wsi Studen Kładenec.